# LHX1
LHX1 (англ. LIM homeobox 1) – білок, який кодується однойменним геном, розташованим у людей на короткому плечі 17-ї хромосоми. Довжина поліпептидного ланцюга білка становить 406 амінокислот, а молекулярна маса — 44 808.
| 10         |  | 20         |  | 30         |  | 40         |  | 50         |
| ---------- |  | ---------- |  | ---------- |  | ---------- |  | ---------- |
| MVHCAGCKRP |  | ILDRFLLNVL |  | DRAWHVKCVQ |  | CCECKCNLTE |  | KCFSREGKLY |
| CKNDFFRCFG |  | TKCAGCAQGI |  | SPSDLVRRAR |  | SKVFHLNCFT |  | CMMCNKQLST |
| GEELYIIDEN |  | KFVCKEDYLS |  | NSSVAKENSL |  | HSATTGSDPS |  | LSPDSQDPSQ |
| DDAKDSESAN |  | VSDKEAGSNE |  | NDDQNLGAKR |  | RGPRTTIKAK |  | QLETLKAAFA |
| ATPKPTRHIR |  | EQLAQETGLN |  | MRVIQVWFQN |  | RRSKERRMKQ |  | LSALGARRHA |
| FFRSPRRMRP |  | LVDRLEPGEL |  | IPNGPFSFYG |  | DYQSEYYGPG |  | GNYDFFPQGP |
| PSSQAQTPVD |  | LPFVPSSGPS |  | GTPLGGLEHP |  | LPGHHPSSEA |  | QRFTDILAHP |
| PGDSPSPEPS |  | LPGPLHSMSA |  | EVFGPSPPFS |  | SLSVNGGASY |  | GNHLSHPPEM |
| NEAAVW     |  |            |  |            |  |            |  |            |

A: Аланін

C: Цистеїн

D: Аспарагінова кислота

E: Глутамінова кислота

F: Фенілаланін

G: Гліцин

H: Гістидин

I: Ізолейцин

K: Лізин

L: Лейцин

M: Метіонін

N: Аспарагін

P: Пролін

Q: Глутамін

R: Аргінін

S: Серин

T: Треонін

V: Валін

W: Триптофан

Кодований геном білок за функціями належить до білків розвитку, фосфопротеїнів. 
Задіяний у таких біологічних процесах, як транскрипція, регуляція транскрипції, диференціація клітин, нейрогенез. 
Білок має сайт для зв'язування з іонами металів, іоном цинку, ДНК. 
Локалізований у ядрі.